# ثوم مكملي
الثوم المكملي أو البصل المكملي (باللاتينية: Allium machmelianum) نوع نباتي عشبي يتبع جنس الثوم من الفصيلة الثومية.

## الموئل والانتشار
موطنه بلاد الشام. ينتشر في المرتفعات العالية في جبل المكمل عند خط الثلج.